# Trofeo Ayuntamiento de Monforte
El Trofeo Ayuntamiento de Monforte es un trofeo amistoso de fútbol que se disputa anualmente desde 1971 en la ciudad gallega de Monforte de Lemos, en la provincia de Lugo, España. Los partidos se disputan en el Estadio Municipal Luis Bodegas.
El trofeo también es denominado Trofeo de las Fiestas de Monforte, pues se celebra coincidiendo con las fiestas de la localidad, generalmente la segunda semana de agosto. En 2011 fue suspendido debido a un accidente en la grada del estadio, y se entregó el trofeo al CD Barco, sin jugar.

## Palmarés
| Año  | Edición     | Campeón            | Resultado  | Subcampeón                 |
| ---- | ----------- | ------------------ | ---------- | -------------------------- |
| 1971 | I           | Club Lemos         | 0-0 (pen)  | CD Ourense                 |
| 1972 | II          | CD Ourense         | 2-0        | Club Lemos                 |
| 1973 | III         | Club Lemos         | 2-0        | CD Ourense                 |
| 1974 | IV          | CD Ourense         | 3-0        | Club Lemos                 |
| 1975 | V           | Club Lemos         | 0-0 (pen)  | CD Ourense                 |
| 1976 | VI          | CD Ourense         | 1-0        | CD Lugo                    |
| 1977 | VII         | CD Lugo            | 3-1        | Club Lemos                 |
| 1978 | VIII        | Club Lemos         | 2-0        | CD Ourense                 |
| 1979 | desconocido | -                  | -          | -                          |
| 1980 | X           | SD Ponferradina    | 1-1 (pen)  | Club Lemos                 |
| 1981 | XI          | Club Lemos         | 2-0        | Sporting de Gijón Atlético |
| 1982 | XII         | Club Lemos         | 0-0 (pen)  | CD Barco                   |
| 1983 | XIII        | CD Arenteiro       | 2-1        | Club Lemos                 |
| 1984 | XIV         | Club Lemos         | 2-0        | CD Arenteiro               |
| 1985 | desconocido | -                  | -          | -                          |
| 1986 | XVI         | Club Lemos         | 3-0        | SD Sarriana                |
| 1987 | XVII        | Club Lemos         | 5-1        | Cultural Deportiva Leonesa |
| 1988 | XVIII       | Club Lemos         | -          | CD Lalín                   |
| 1989 | XIX         | Club Lemos         | 1-0        | Atlético Bembibre          |
| 1990 | XX          | Club Lemos         | 1-1 (pen)  | Atlético Astorga FC        |
| 1991 | XXI         | CD Lalín           | 2-0        | Club Lemos                 |
| 1992 | XXII        | Club Lemos         | 1-0        | CD Lalín                   |
| 1993 | XXIII       | Celta Turista      | 2-0        | Club Lemos                 |
| 1994 | XXIV        | Club Lemos         | -          | CD Ourense                 |
| 1995 | XXV         | Club Lemos         | 1-0        | CD Lugo                    |
| 1996 | XXVI        | CD Ourense         | 3-1        | Club Lemos                 |
| 1997 | XXVII       | CD Ourense         | 4-0        | Club Lemos                 |
| 1998 | XXVIII      | CD Lalín           | 3-0        | Club Lemos                 |
| 1999 | desconocido | -                  | -          | -                          |
| 2000 | XXX         | Club Lemos         | 1-0        | CD Lugo                    |
| 2001 | XXXI        | Club Lemos         | 1-0        | CD Lugo                    |
| 2002 | XXXII       | CD Lugo            | 1-1 (pen)  | Club Lemos                 |
| 2003 | XXXIII      | SD Ponferradina    | 2-0        | Club Lemos                 |
| 2004 | XXXIV       | Club Lemos         | 2-1        | CD Ourense                 |
| 2005 | XXXV        | CD Ourense         | 2-1        | Club Lemos                 |
| 2006 | XXXVI       | CD Lugo            | 3-1        | Club Lemos                 |
| 2007 | XXXVII      | CD Lalín           | 2-1        | Club Lemos                 |
| 2008 | XXXVIII     | Club Lemos         | 1-1 (pen)  | CD Lalín                   |
| 2009 | desconocido | -                  | -          | -                          |
| 2010 | XL          | Club Lemos         | -          | CD Ourense                 |
| 2011 | XLI         | CD Barco           | susp.      | Club Lemos                 |
| 2012 | XLII        | Club Lemos         | 2-0        | Ponte Ourense CF           |
| 2013 | XLIII       | Club Lemos         | 1-1 (pen)  | CD Barco                   |
| 2014 | XLIV        | Club Lemos         | 1-0        | Club Rápìdo de Bouzas      |
| 2015 | XLV         | Club Lemos         | triangular | UD Ourense CD Arenteiro    |
| 2016 | XLVI        | UD Barbadás        | 2-0        | Club Lemos                 |
| 2017 | XLVII       | Club Lemos         | 4-1        | SD Sarriana                |
| 2018 | XLVIII      | CD Barco           | 4-1        | Club Lemos                 |
| 2019 | XLIX        | CD Barco           | 2-2 (pen)  | Club Lemos                 |
| 2020 |             |                    |            |                            |
| 2021 | XLX         | Atlético Escairón  | 0-0 (pen)  | Club Lemos                 |
| 2022 | XLXI        | SD Outeiro de Rei  | 1-0        | Club Lemos                 |
| 2023 | XLXII       | RC Celta de Vigo C | 3-1        | Club Lemos                 |
| 2024 | XLXIII      | SD Sarriana        | 2-0        | Club Lemos                 |

## Campeones
| Equipo            | Títulos | Ediciones |
| ----------------- | ------- | --- |
| Club Lemos        | 23      | 1971, 1973, 1975, 1978, 1981, 1982, 1984, 1986, 1987, 1989, 1990, 1992, 1994, 1995, 2000, 2001, 2004, 2008, 2012, 2013, 2014, 2015 y 2017 |
| CD Ourense        | 6       | 1972, 1974, 1976, 1996, 1997 y 2005 |
| CD Lugo           | 3       | 1977, 2002 y 2006 |
| CD Lalín          | 3       | 1991, 1998 y 2007 |
| SD Ponferradina   | 2       | 1980 y 2003 |
| CD Arenteiro      | 1       | 1983 |
| Celta Turista     | 1       | 1993 |
| UD Barbadás       | 1       | 2016 |
| Atlético Escairón | 1       | 2021 |
| SD Outeiro de Rei | 1       | 2022 |
| RC Celta C        | 1       | 2023 |
| SD Sarriana       | 1       | 2024 |